# Sacred Harp
Sacred Harp (z ang. Święta Harfa) – wielogłosowy śpiew w tradycji liturgicznej zborów protestanckich z Ameryki Południowej i Ameryki Północnej.
Nazwa pochodzi od śpiewnika „The Sacred Harp” opublikowanego w 1844 roku i od tego czasu wielokrotnie wznawianego. Sam sposób śpiewu Sacred Harp pochodzi z Nowej Anglii końca XVII wieku. Śpiew wykonywany jest bez towarzyszenia instrumentów (a cappella).